# Stella Krenzbach
Stella Krenzbach – fikcyjna działaczka Ukraińskiej Powstańczej Armii (UPA), przywoływana w licznych źródłach ukraińskich w celu uprawdopodobnienia propagandowej tezy o masowym udziale Żydów w UPA i pozytywnym stosunku OUN i UPA do Żydów w czasie II wojny światowej.
Tekst Dzięki UPA jeszcze żyję (Живу ще завдяки УПА), opublikowany pod nazwiskiem Stella Krenzbach jako jej wspomnienia ukazał się po raz pierwszy w prasie ukraińskiej w Kanadzie i w Argentynie w 1954 roku. W 1957 emigracyjny historyk ukraiński Petro Mirczuk przedrukował go w zbiorze W szeregach UPA: zbiór wspomnień b. żołnierzy Ukraińskiej Powstańczej Armii. W roku 1958 Filip Friedman i Bohdan Kordiuk po weryfikacji wspomnień Krenzbach zgodnie uznali, że należy uważać je za mistyfikację

## Legenda Stelli Krenzbach
Jedynym źródłem informacji o Stelli Krenzbach jest opublikowany po raz pierwszy 10 października 1954 w gazecie Ukrainske Slovo (Buenos Aires), a w listopadzie-grudniu 1954 w gazecie Наша мета w Toronto pod jej nazwiskiem tekst Живу ще завдяки УПА (później przedrukowywany), na który powołują się późniejsze publikacje. Stella Krenzbach miała urodzić się w rodzinie rabina. Ukończyła gimnazjum w Bolechowie, a w 1939 ukończyła studia na wydziale filozofii Uniwersytetu Lwowskiego i podjęła pracę we Lwowie jako nauczycielka.
W 1940 aresztowana, uciekła z transportu na Syberię. Ukrywała się u córki księdza greckokatolickiego z Bolechowa pod fałszywym nazwiskiem, pracowała jako krawcowa. Wstąpiła w szeregi UPA i ukończyła 6-miesięczny kurs sanitarny.
W lipcu 1944 z rozkazu dowództwa UPA została sekretarką naczelnika milicji w Rożniatowie, współpracowała w dalszym ciągu z ukraińskim podziemiem. Na początku 1945 została zatrzymana podczas przekazywania informacji podziemiu, była więziona i torturowana przez NKWD, skazana na karę śmierci. Została odbita przez oddziały UPA – Rożniatów został zajęty przez UPA na 4 dni.
W lecie 1945 przeszła wraz z oddziałami UPA w Karpaty, prowadziła polowy szpital. Jej oddział został rozbity, jednak żołnierze sowieccy nie odkryli szpitala. 1 października 1946 przedostała się do brytyjskiej strefy okupacyjnej w Austrii, następnie wyemigrowała do Izraela, gdzie pracowała w Ministerstwie Spraw Zagranicznych.
Kilka tygodni po publikacji jej wspomnień w „The Washington Post” została zamordowana na ulicy strzałem w tył głowy.

## Nieudana próba weryfikacji wspomnień Krenzbach
Próby odnalezienia Krenzbach w Izraelu przez Filipa Friedmana zakończyły się niepowodzeniem. Ministerstwo Spraw Zagranicznych Izraela w odpowiedzi na zapytanie zaprzeczyło, że miało pracownika o takim imieniu i nazwisku, ponadto żaden pracownik ministerstwa nie zginął w opisywanych okolicznościach. Również zgodnie z kwerendą Per Andersa Rudlinga Ministerstwo Spraw Zagranicznych Izraela w odpowiedzi na skierowane do niego zapytanie zaprzeczyło zatrudnieniu osoby nazwiskiem Stella Krenzbach a Per Anders Rudling nie odnalazł w „The Washington Post” wspomnień Stelli Krenzbach. Bohdan Kordiuk w 1958 roku w recenzji książki Filipa Friedmana na łamach ukraińskiej prasy emigracyjnej (Suchasna Ukraina, Monachium), określił tę historię jako mistyfikację i stwierdził, że żaden ze znanych mu członków UPA nigdy o niej nie słyszał. Podobnie o Krenzbach jako o ocalonej z Holokaustu nie wspominają źródła żydowskie.
W zgodnej opinii Filipa Friedmana i Bohdana Kordiuka wspomnienia Krenzbach należy uważać za mistyfikację, jednak nie powstrzymało to prób dalszego bezkrytycznego rozpowszechniania tego tekstu.

## Postać Stelli Krenzbach we współczesnych publikacjach
Przykład Stelli Krenzbach pełni kluczową rolę także we współczesnych propagandowych publikacjach o OUN i UPA.
W 2010 roku ukraińska pisarka Oksana Zabużko wydała powieść Muzeum porzuconych sekretów, w której główną bohaterką jest żydowska sanitariuszka, członkini UPA, wzorowana na postaci Stelli Krenzbach.